# 雍廩

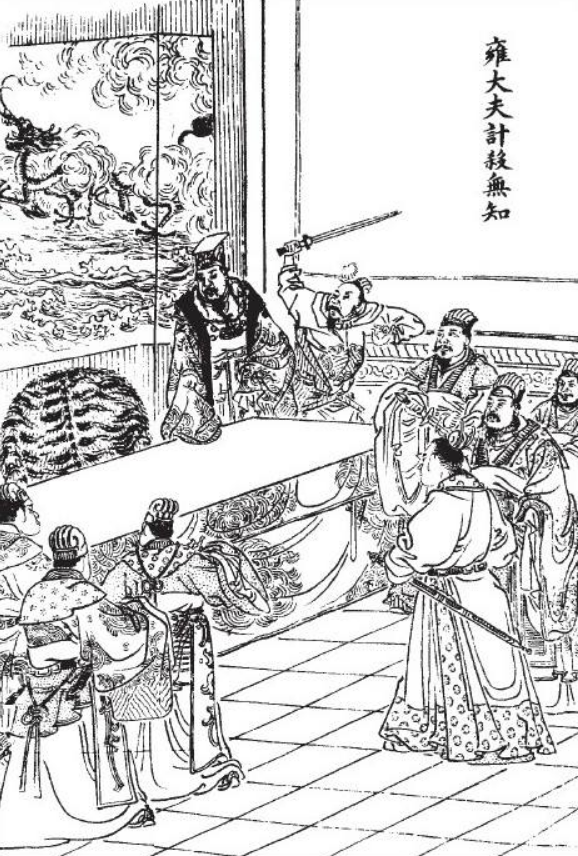
小说《东周列国志》插画：雍大夫计杀无知

雍廩（？—？），春秋時代齊國大夫。

## 生平
齊襄公十二年（前686年），齊國爆發內亂，齊襄公為其堂弟公孫無知襲殺，由於公孫無知曾經對待雍廩十分無理，雍廩於是恨懷在心。前685年，雍廩發動政變襲殺公孫無知，擁立公子小白為君，是為齊桓公。

## 地名说
《史记》的记载则与左传大不相同。《史记•齐太公世家》记录公孙无知到一个叫“雍林”的地方游玩，当地有人仇恨公孙无知，就刺杀了他。则《史记》认为“雍林”是地名。